# 25108 Boström
(25108) Boström, denumire internațională (25108) Bostrom, este un asteroid din centura principală de asteroizi.

## Descriere
25108 Boström este un asteroid din centura principală de asteroizi. A fost descoperit pe 14 septembrie 1998 la Socorro, New Mexico, în cadrul proiectului LINEAR. Asteroidul prezintă o orbită caracterizată de o semiaxă mare de 2,64 ua, o excentricitate de 0,16 și o înclinație de 7,3° în raport cu ecliptica.